# Sergio Díaz Castilla
Sergio Díaz Castilla (Málaga, España, 2 de julio de 1991) es un jugador de fútbol español. Ocupa la demarcación de lateral izquierdo. Actualmente milita en el Atlético Mancha Real de la Segunda División RFEF.

## Trayectoria profesional
Nacido en Málaga, Andalucía, Díaz pasó su primer año como senior en el Atlético Malagueño local , en Tercera División. En julio de 2011 fue cedido al Hércules CF , club de Segunda División con opción de compra al final de la temporada.
Díaz hizo su debut oficial con el Hércules el 7 de septiembre de 2011, en una victoria en casa por 3-2 ante el CD Alcoyano en la segunda ronda de la Copa del Rey (más tarde se adjudicó una derrota por 3-0), y él jugó su primer partido de liga el día 16, entrando como suplente en el minuto 80 de Adrián Sardinero en la victoria en casa por 2-1 sobre el FC Barcelona B.

## Clubes
| Club                       | País   | Año               | Competición             | Partidos | Goles |
| -------------------------- | ------ | ----------------- | ----------------------- | -------- | ----- |
| Atlético Malagueño         | España | 2010 - 2011       | Tercera División (Gr 9) | 22       | 1     |
| Hércules CF (cedido)       | España | 2011 - 2012       | Segunda División        | 5        | 0     |
| SD Huesca                  | España | 2012 - 2013       | Segunda División        | 9        | 0     |
| RCD Mallorca B             | España | 2013              | Segunda División B      | 15       | 0     |
| Real Oviedo                | España | 2013 - 2014       | Segunda División B      | 19       | 1     |
| Córdoba Club de Fútbol "B" | España | 2015              | Segunda División B      | 13       | 0     |
| UD Melilla                 | España | 2016              | Segunda División B      | 14       | 0     |
| Vélez CF                   | España | 2017              | Tercera División        |          |       |
| Antequera CF               | España | 2017 - 2022       | Segunda División RFEF   | 108      | 4     |
| Atlético Mancha Real       | España | 2022 - Actualidad | Segunda División RFEF   | 28       | 0     |